# Tu–134
A Tu–134 (NATO-kódja: Crusty) a szovjet Tupoljev-tervezőiroda rövid- és közepes hatótávolságú járatokra tervezett sugárhajtású utasszállító repülőgépe. Eredeti típusjelzése Tu–124A volt. Fejlesztését az 1960-as évek elején kezdték, sorozatgyártása 1966–1984 között folyt. A volt Szovjetunió és a szocialista tábor egyik legelterjedtebb repülőgéptípusa volt. A polgári légi közlekedésen kívül katonai szállítási és egyéb kisegítő feladatokra (például kiképzés, légi tesztek) is nagy számban használták.

## Története
Az 1959-ben megjelent francia Caravelle kialakítása az 1960-as évekre iskolát teremtett. A legtöbb repülőgépgyártó hamarosan követte a francia gép konstrukcióját, amelynél a hajtóműveket a farokrészen, a törzs két oldalán helyezték el. Nyikita Hruscsovnak 1960-as párizsi látogatása során mutatták be a Caravelle-t. A szovjet pártfőtitkárnak olyannyira megtetszett a gép, hogy hazatérése után, 1960. augusztus 1-jén utasította a Tupoljev-tervezőirodát egy hasonló repülőgép kifejlesztésére.
A Tupoljev-tervezőirodánál eleve nem új típus kialakításában gondolkodtak, hanem a már meglévő Tu–124-es gépet alakították át az új hajtóműelrendezésnek megfelelően. A Tu–124 hajtóműgondoláit a szárnytőből a farokrészbe, a törzs mellé helyezték, megnövelték a törzs hosszát, és a farokrészbe épített hajtóművek miatt a repülőgép T-kialakítású vezérsíkot kapott. A kezdetben Tu–124A jelzést viselő gép terve 1961-ben készült el, majd 1963-ban megépítették az első két prototípust. Még abban az évben, 1963. július 29-én végrehajtották az első felszállást.
1963-ban elkezdődtek a gép berepülési programjai. 1965-ben elkészült egy kilenc db-os előszéria a repülési próbákhoz. Még ugyanabban az évben a Tu–124A típusjelet Tu–134-re változtatták. Időközben befejeződött a Tu–124 sorozatgyártása.
1966-ban kezdődött el a sorozatgyártása a Harkovi Repülőgépgyártó Termelési Egyesülésnél, amely 18 éven keresztül, 1984-ig folyt. Ez idő alatt az összes típusváltozatot beleszámítva 852 db-ot gyártottak.
A korai szériás gépek hajtóművei nem voltak felszerelve sugárfékkel, ezért a leszállás utáni gurulási úthossz túl hosszú volt. Ennek kiküszöbölésére a Tupoljev-tervezőiroda a Tu–104-esen is alkalmazott fékernyős megoldást alkalmazta. Ezt a fékezési megoldást azonban később elvetették, helyette egy törzs alatti nagyméretű féklapot alkalmaztak. A sugárfordítóval felszerelt Tu–134-es gépek csak 1970-ben jelentek meg. A gép kezdetben 56 és 50 személyes utaskabin-kialakítással készült, de később az utasforgalmi igények növekedése miatt áttértek a 72 személyes utaskabinra.
1968-ban a Tupoljev-tervezőiroda továbbfejlesztette a gépet. 2,1 m-rel megnövelték a törzs hosszát, ezzel az utaskapacitás 84 főre nőtt. A gép Szolovjov D–30 gázturbinás sugárhajtóművét sugárfordítóval szerelték fel, ezzel sikerült csökkenteni a kigurulási úthosszt. A repülőgép egyúttal fedélzeti segédhajtóművet is kapott. A továbbfejlesztett, Tu–134A típusjelű változat 1969. április 22-én repült először, majd 1970 novemberében állt utasforgalomba.

## Szerkezeti kialakítása és műszaki jellemzői
Teljesen fém építésű, alsószárnyas, kéthajtóműves repülőgép, erőteljesen nyilazott szárnyakkal. A 35 fokban hátranyilazott szárnya mechanizált. Orrsegédszárnya nincs, az ívelőlap egyrészes. Szerkezeti elemei nagyrészt megegyeznek a Tu–124-esével, de a törzs hosszabb, a vezérsíkok pedig T-kialakításaúak a hátul elhelyezett hajtóművek miatt.
Az orr rész üvegezett, amely mögött a navigátor munkahelye található. A Groza–134 típusú időjárás-radar az orr rész alatt áramvonalazott burkolatban kapott helyet. A későbbi változatokon elhagyták az üvegezett orr-részt, helyére a radart építették be. A kormányszervek működtetése hidraulikus.
A repülőgép futóműve hagyományos, behúzható, tricikli elrendezésű. A dupla kerekes orrfutó a törzsbe, a négykerekes főfutók a szárnyon kialakított, a Tupoljev-gépekre jellemző gondolákba húzhatók be.
A Szolovjov D–30 típusú, alacsony kétáramúsági fokú gázturbinás sugárhajtóműveket a törzs hátsó részén, annak két oldalán elhelyezett gondolákba építették be. Mindkét hajtómű sugárfordítóval rendelkezik.

## Alkalmazása
A Tu–134-es 1967 szeptemberében hajtotta végre első menetrend szerinti repülését Moszkva és Szocsi között. Ezt követően két évig csak nemzetközi járatokon közlekedett a típus. 1969-től állt szolgálatba a Moszkva–Kijev és Moszkva–Leningrád vonalakon is. A típust azonban főleg nemzetközi járatokon üzemeltették, mert szállítási kapacitása nem felelt meg a túlzsúfolt szovjet belföldi vonalakon.
Ez volt az első olyan szovjet utasszállító, amely az ICAO-tól nemzetközi légialkalmassági bizonyítványt kapott. Az Aeroflot fő típusa volt a regionális járatokon. A Szovjetunión kívül a baráti szocialista országok és egyes fejlődő országok is használták, polgári és katonai feladatokra egyaránt. Az első külföldi vásárló a kelet-német Interflug  és a lengyel LOT légitársaság volt 1968-ban.
2002-től Európában már nem közlekedhet, mert az 1960-as évek technológiai szintjét képviselő D–30-as hajtóművek zajszintje ekkortól kezdve már nem felelt meg az ICAO előírásainak. Napjainkban már csak Oroszország és egyes volt szovjet köztársaságok, valamint néhány ázsiai és afrikai ország légitársasága üzemelteti,.
Az üzemelő példányok száma folyamatosan csökken. 2006-ban még 245 db üzemelt világszerte, ebből 162 db az Oroszországi Föderációban. 2007-ben viszont már csak 146 db üzemképes példány volt Oroszországban. 2008-ban az Aeroflot is megkezdte a típus kivonását. (A gépek egy részét selejtezik, másik részét belföldi légitársaságoknak adják el.) Az orosz hírközlési és közlekedési minisztérium tervei szerint 2015-től nem engedélyezik a típus üzemeltetését Oroszországban.
Oroszországban és egyes FÁK-tagállamokban a Tu–134-eseket főként a Szuhoj Superjet 100 váltja fel, de hasonló célra tervezik a Tu–334 és An–148 gépeket is.
Mérsékelt ára miatt az 1990-es évektől a Tu–134-es Oroszországban és a poszt-szovjet térségben üzleti repülőgépként is kedvelt típus volt, több nagyvállalat és üzletember használta ilyen célokra.
A katonai feladatkörökben alkalmazott speciális alváltozatai alkalmas váltótípus hiányában valószínűleg még hosszabb ideig szolgálatban állnak.

## Magyarországi alkalmazása

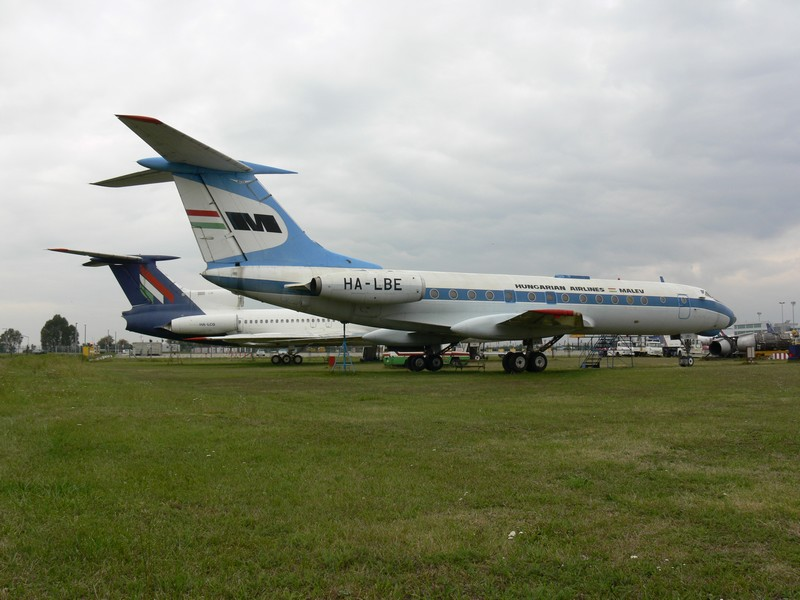
HA-LBE lajstromjelű Tu–134-es a ferihegyi Repülőgép Emlékparkban

Magyarországon a Tu–134-est a nemzeti légitársaság, a Malév a nemzetközi utasforgalomban használta 1968-tól 1999-ig, emellett üzemelt néhány példány kormánygépként is. Magyarországon a típust katonai feladatokra nem alkalmazták.
A Malév 1968-ban négy db Tu–134-es repülőgépet vásárolt. Az első, HA-LBA lajstromjelű gépet 1968. december 22-én kapta meg. Ez volt a Malév első sugárhajtású repülőgépe. Pár nappal később, december 28-án megérkezett Budapestre a második, HA-LBC jelű gép is. A típus 1969. április 1-jén állt forgalomba a magyar nemzeti légitársaságnál, először a Budapest–Koppenhága–Oslo és a Budapest–Bécs–Tunisz vonalon.
A HA-LBE gép 1969. április 4-én, a HA-LBF 1970. május 6-án érkezett meg Ferihegyre. 1970 augusztusában újabb két Tu–134-es, a HA-LBG és HA-LBH érkezett Magyarországra, ezeket eleinte kormánygépként használták.
A Malév első Tu–134A típusú gépei, a HA-LBI 1971. június 19-én, a HA-LBK június 26-án érkezett meg Ferihegyre.
1974. augusztus 28-án Magyarország két Tu–134A–3 változatú repülőgépet vásárolt kormánygépnek, ezek HA-926 és HA-927 lajstromjellel repültek. 1981-ben azonban átvette őket a Malév, HA-LBN és HA-LBO jelzéssel üzemeltette. Még ugyanabban az évben, október 9-én a Malév átvette a HA-LBG és HA-LBH lajstromjelű kormánygépeket is.
A Malév 1978. április 3-án bérelt egy Tu–134A típusú gépet az Aeroflottól. Ez a gép az eredeti CCCP-65892 szovjet lajstromjelével repült, de az eredeti aeroflotos jelzések mellé felfestették a Malév emblémáit is.
1980 februárjában újabb két Tu–134A–3 változatú gépet vásárolt Magyarország. A HA-LBP és HA-LBR lajstromjelű gépeket kormányzati és VIP feladatokra használták. 1988. január 1-jén ez a két gép is csatlakozott a Malév flottájához, ettől az időponttól a kormányzati repülési igényeket is a Malév elégítette ki.
1987-ben megkezdődött a típus kivonása az utasforgalomból. Először a HA-LBE-t vonták ki az üzemideje lejárta után, 1987 decemberében. A gépet később a ferihegyi repülőtér melletti Aeroparkban állították ki. 1988 áprilisában először a HA-LBF-t, majd a HA-LBH-t vonták ki. 1988 májusában a HA-LBF-et is selejtezték, ez a gép a szolnoki repülőmúzeumba került.

## Típusváltozatok

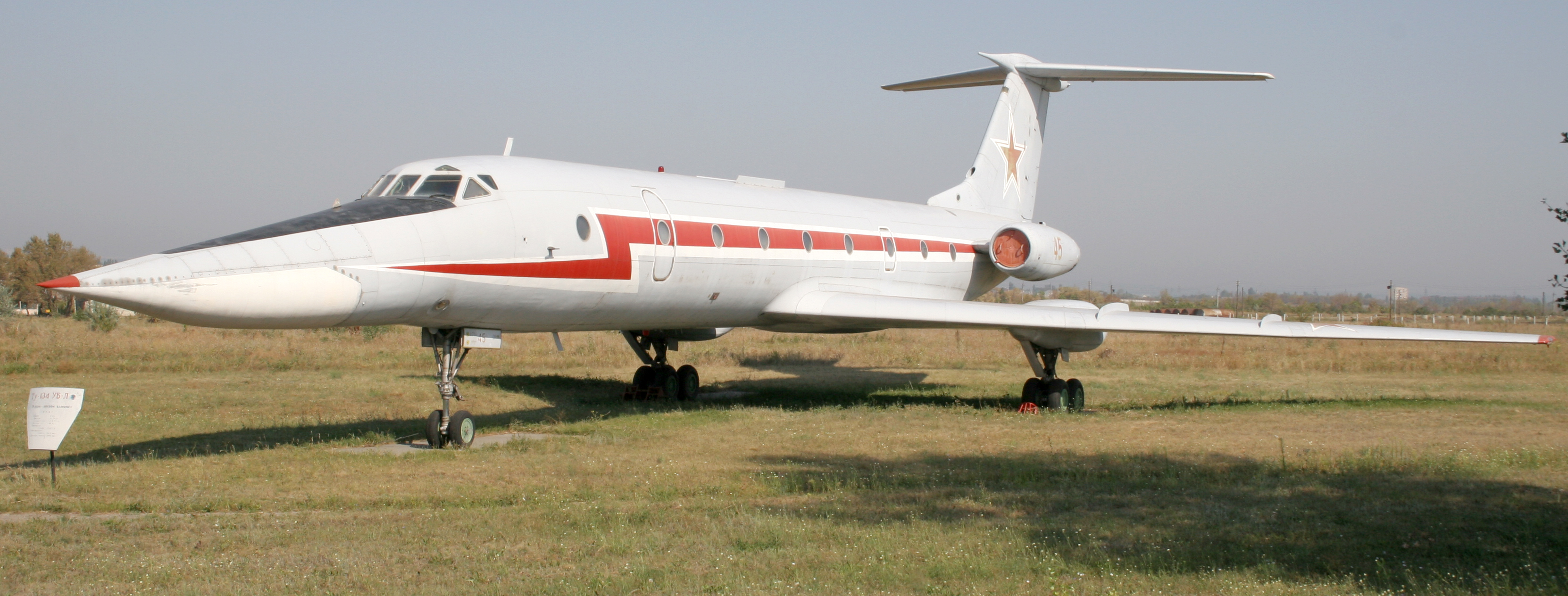
Bombázó kiképzéshez használt Tu–134UBL

- Tu–134 – Az első sorozatgyártású alapváltozat, üvegezett orr-résszel, Szolovjov D–20P–125 típusú hajtóművekkel felszerelve. A két prototípust és az előszéria kilenc gépét is beleszámítva 78 db készült ebből az alapváltozatból 1966–1970 között. Közülük 30 db-ot exportáltak a Német Demokratikus Köztársaságba és a Lengyel Népköztársaságba.
- Tu–134A – Az első továbbfejlesztett változat (második sorozat), üvegezett orr-résszel, orr alatti radarberendezéssel. (Később több példányt Tu–134B változatúra építettek át, és a radarberendezést áthelyezték az orrba.) 1970–1980 között gyártották. A D–20 hajtómű helyett sugárfordítóval ellátott, nagyobb élettartamú és kisebb fogyasztású Szolovjov D–30 gázturbinás sugárhajtóművel szerelték fel.
  - Tu–134A–2 – Módosított üvegezett orr-résszel készült változat.
  - Tu–134A–3 – Modernizált, harmadik sorozatú Szolovjov D–30 gázturbinás sugárhajtóművel felszerelt változat.
  - Tu–134AK – 24+13 személyes, növelt komfortfokozatú kabinnal gyártott változat. Főként a Szovjet Légierő használta. A második ajtó beépített utaslépcsővel volt felszerelve.
- Tu–134B – A Tu–134A–3 továbbfejlesztett, modernizált változata. Gyártása 1980-ban kezdődött és 1984-ig tartott. Megszüntették az üvegezett orr-részt, helyébe a Groza–134 típusú radart építették be. Az utaskabin 80 személyes. Néhány Tu–134B változat növelt kapacitású üzemanyagtartállyal készült

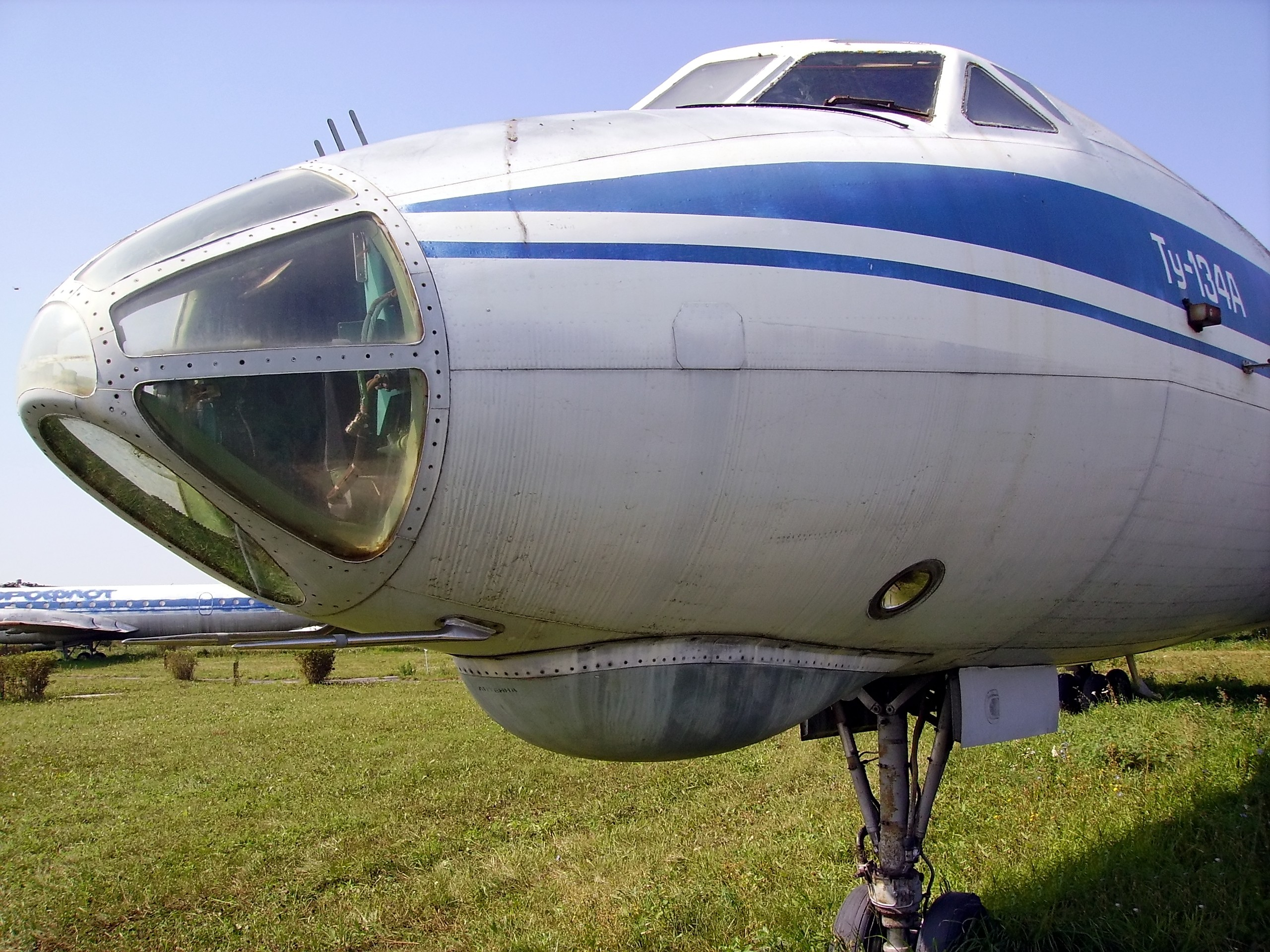
A Tu–134A üvegezett orr-része, amelyben a navigátor kabinja kapott helyet

- - Tu–134B–3 – 96 férőhelyesre növelt utasterű változat, modernizált hajtóművekkel felszerelve.
  - Tu–134 szalon – A Tu–134B bázisán kialakított, növelt komfortfokozatú utaskabinnal felszerelt változat.
  - Tu–134BV – Űrsikló kísérletekhez használt változat.
- Tu–134K – 29, vagy 37 üléses VIP-változat. 1967–1970 között 12 db-ot gyártottak, közülük nyolcat exportáltak.
- Tu–134LK – Űrhajós kiképző változat.
- Tu–134UBL – Bombázó repülőgépek személyzetének kiképzéséhez használt változat. 1981–1984 között 109 db-ot épített a Harkovi Repülőgépgyár.
- Tu–134UBK – A Tu–134UBL haditengerészeti változata, csak egy példány készült belőle.
- Tu–134S – Stratégiai bombázó és frontbombázó repülőgépek navigátorainak kiképzéséhez használt, a Tu–22M bombázón alkalmazott Rubin–1 vagy Inyiciatyiva radarberendezéssel felszerelt változat. Az utastérben 12 munkahelyet alakítottak ki a navigátorok számára. Két alváltozata volt, a Tu–134S–1-et a Tu–22 és Tu–22M bombázók, a Tu–134S–2-t pedig a frontbombázók navigátorainak kiképzésére használták.
- Tu–134S–SZL – Rádiólokátorok légi tesztjeihez használt repülőgép.
- Tu–134SZH – Mezőgazdasági célra (például termőföldek légi ellenőrzésére, terménybecslésre) kifejlesztett változat.
- Tu–134M – A Tu–134B–n alapuló, 1993-ban kidolgozott változat, amelyen D–436T1–134 gázturbinás sugárhajtóműveket alkalmaztak volna. (Csak terv maradt)
- Tu–134SZ – Teherszállító változat. (Csak terv maradt)
- Tu–134OK – Tu–134A-n alapuló, kriogén hajtású (cseppfolyósított földgázzal üzemelő) változat, melyet Csehszlovákia részére terveztek kifejleszteni. Nem valósult meg.
- Tu–134D – A Tu–134A jelentősen átalakított, továbbfejlesztett változatának terve. A repülőgép új, elliptikus keresztmetszetű törzset, D–30A hajtóművet és növelt teljesítményű, TA–6A fedélzeti segédhajtóművet kapott volna. A terv nem valósult meg, a projekt a Jak–42-vel szemben alulmaradt.

## Műszaki adatok (Tu–134A)

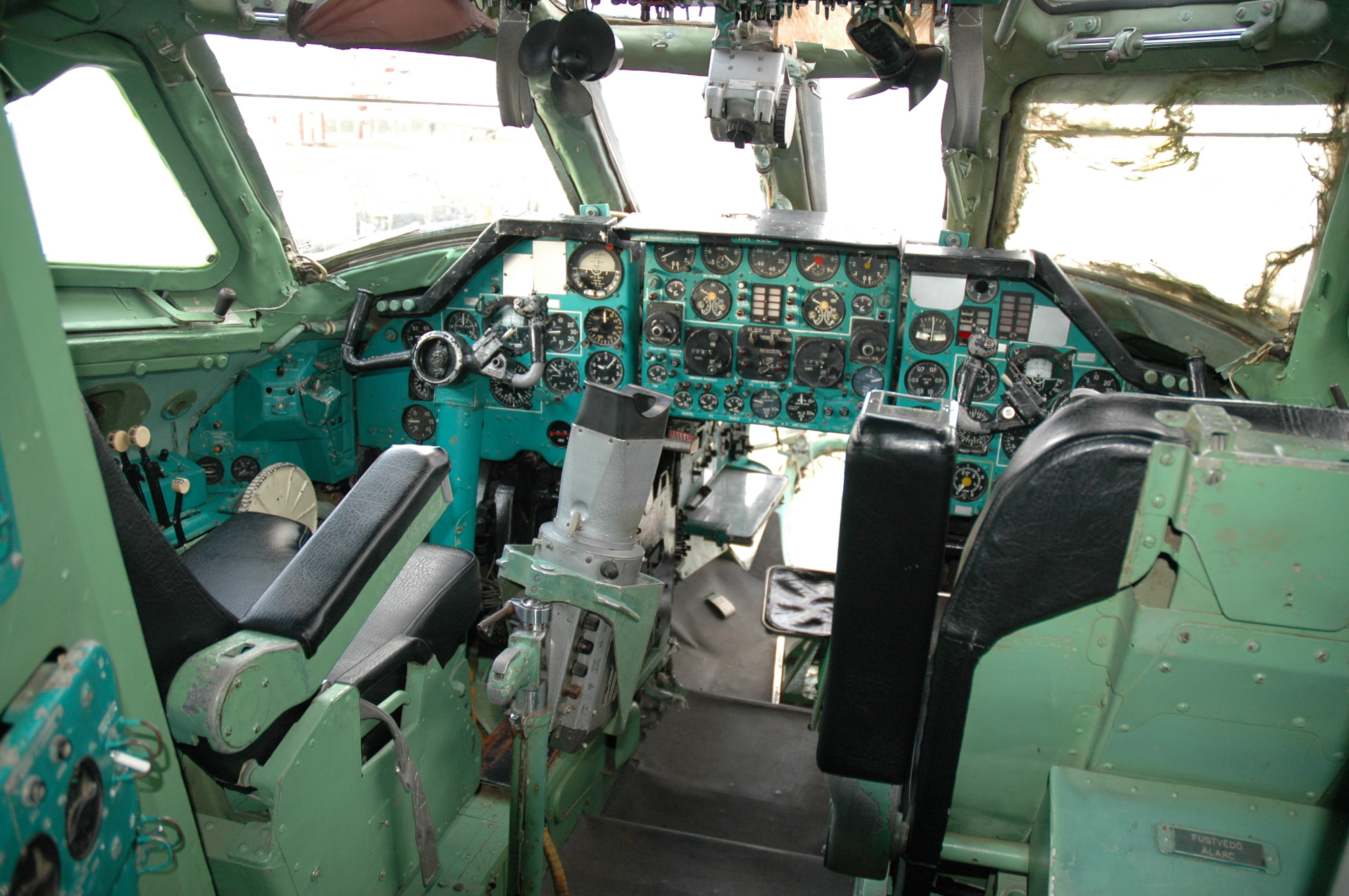
A Malév HA-LBE lajstromjelű Tu–134-esének pilótafülkéje

### Általános adatok
- Tervező: Tupoljev
- Gyártó: Harkovi Állami Repülőgépgyártó Termelési Egyesülés
- Első repülés: 1963. július 29.
- Személyzet: 3–4 fő
- Szállítható személyek száma: 72–84 fő

### Méret- és tömegadatok
- Hossz: 37,10 m
- Fesztáv: 29,00 m
- Magasság: 9,02 m
- Szárnyfelület: 127,3 m²
- Üres tömeg: 27 960 kg
- Maximális felszállótömeg: 47 600 kg
- Maximális hasznos terhelés:  8200 kg

### Hajtóművek
- Hajtóművek száma: 2
- Hajtóművek típusa: Szolovjov D–30 kétáramú gázturbinás sugárhajtómű (II. sorozat)
- Hajtómű tolóereje: 66,68 kN

### Repülési adatok
- Utazósebesség: 850–900 km/h
- Legnagyobb sebesség: 950 km/h
- Utazómagasság: 11 900 m
- Hatótávolság: 1900 km

## Külső hivatkozások
- A Tu–134 a fejlesztést végző Tupoljev-tervezőiroda honlapján
- A sorozatgyártást végző harkovi Repülőgépgyártó Állami Termelési Egyesülés honlapja
- Tu–134 panorámakép (Budapest)